# Episodi di Midnight, Texas (prima stagione)
La prima stagione della serie televisiva Midnight, Texas è stata trasmessa negli Stati Uniti per la prima volta dall'emittente NBC dal 24 luglio al 18 settembre 2017.
In Italia, la stagione è andata in onda in prima visione satellitare su Fox, canale a pagamento della piattaforma Sky, dal 31 ottobre al 26 dicembre 2018.
| nº | Titolo originale            | Titolo italiano                 | Prima TV USA      | Prima TV Italia  |
| -- | --------------------------- | ------------------------------- | ----------------- | ---------------- |
| 1  | Pilot                       | Benvenuto a Midnight            | 24 luglio 2017    | 31 ottobre 2018  |
| 2  | Bad Moon Rising             | La luna malvagia                | 31 luglio 2017    | 31 ottobre 2018  |
| 3  | Lemuel, Unchained           | Lemuel, liberato                | 7 agosto 2017     | 7 novembre 2018  |
| 4  | Sexy Beast                  | Belva sexy                      | 14 agosto 2017    | 14 novembre 2018 |
| 5  | Unearthed                   | Segreti dal passato             | 21 agosto 2017    | 21 novembre 2018 |
| 6  | Blinded by the Light        | Accecato dalla luce             | 28 agosto 2017    | 28 novembre 2018 |
| 7  | Angel Heart                 | Cuore d'angelo                  | 4 settembre 2017  | 5 dicembre 2018  |
| 8  | Last Temptation of Midnight | L'ultima tentazione di Midnight | 11 settembre 2017 | 12 dicembre 2018 |
| 9  | Riders on the Storm         | Riders on the Storm             | 13 settembre 2017 | 19 dicembre 2018 |
| 10 | The Virgin Sacrifice        | Il sacrificio della vergine     | 18 settembre 2017 | 26 dicembre 2018 |